# Datación por exposición a la superficie
La datación por exposición a la superficie es una colección de técnicas geocronológicas para estimar el período de tiempo que una roca ha estado expuesta en o cerca de la superficie de la Tierra. La datación por exposición a la superficie se usa para fechar avances y retrocesos glaciales, historia de la erosión, flujos de lava, impactos de meteoritos, deslizamientos de rocas, escarpes de falla, desarrollo de cuevas y otros eventos geológicos. 

## Datación por radionúclidos cosmogénicos
La más común de estas técnicas de datación es la Datación con radionucleidos cosmogénicos. La Tierra está siendo constantemente bombardeada con rayos cósmicos primarios, partículas cargadas de alta energía, principalmente protones y partículas alfa. Estas partículas interactúan con los átomos en los gases atmosféricos, produciendo una cascada de partículas secundarias que a su vez pueden interactuar y reducir sus energías en muchas reacciones a medida que atraviesan la atmósfera. 
En el momento en que la cascada de rayos cósmicos alcanza la superficie de la Tierra, se compone principalmente de neutrones. Cuando una de estas partículas golpea un átomo, puede desalojar uno o más protones y/o neutrones de ese átomo, produciendo un elemento diferente o un isótopo diferente del elemento original. 
En la roca y otros materiales de densidad similar, la mayor parte del flujo del rayo cósmico se absorbe dentro del primer metro de material expuesto en reacciones que producen nuevos isótopos llamados núclidos cosmogénicos. 
En la superficie de la Tierra, la mayoría de estos núclidos se producen por espalación de neutrones. Usando ciertos radionucleidos cosmogénicos, los científicos pueden fechar cuánto tiempo ha estado expuesta una superficie en particular, cuánto tiempo ha estado enterrada una determinada pieza de material, o qué tan rápido se está erosionando una ubicación o cuenca de drenaje.
El principio básico es que estos radionucleidos se producen a una velocidad conocida, y también se descomponen a una velocidad conocida.  En consecuencia, midiendo la concentración de estos nucleidos cosmogénicos en una muestra de roca y teniendo en cuenta el flujo de los rayos cósmicos y la vida media del nucleido, es posible estimar cuánto tiempo ha estado expuesta la muestra  a los rayos cósmicos. 
El flujo acumulativo de rayos cósmicos en un lugar determinado puede verse afectado por varios factores, incluida la elevación, la latitud geomagnética, la intensidad variable del campo magnético de la Tierra, los vientos solares y el blindaje atmosférico debido a las variaciones de la presión del aire.
Para fechar una muestra de roca deben estimarse las tasas de producción de nucleidos. Estas tasas se suelen estimar empíricamente comparando la concentración de nucleidos producidos en muestras cuyas edades se han fechado por otros medios, como la datación por radiocarbono, la termoluminiscencia o la luminiscencia ópticamente estimulada.
El exceso relativo a la abundancia natural de nucleidos cosmogénicos en una muestra de roca se mide generalmente por medio de espectrometría de masas con acelerador. Los nucleidos cosmogénicos son producidos por cadenas de reacciones de espalación. 
La tasa de producción para un nucleido en particular es una función de la latitud geomagnética, la cantidad de cielo que se puede ver desde el punto que se muestrea, la elevación, la profundidad de la muestra y la densidad del material en el que está incrustada la muestra. 
Las tasas de caída están dadas por las constantes de decaimiento de los núclidos. Estas ecuaciones pueden combinarse para obtener la concentración total de radionucleidos cosmogénicos en una muestra en función de la edad. 
Los dos nucleidos cosmogénicos medidos con mayor frecuencia son berilio-10 y aluminio-26. Estos núclidos son particularmente útiles para los geólogos porque se producen cuando los rayos cósmicos golpean oxígeno-16 y silicio-28, respectivamente. 
Los isótopos parentales son los más abundantes de estos elementos, y son comunes en el material de la corteza terrestre, mientras que los núcleos hijos radioactivos no son comúnmente producidos por otros procesos. Como el oxígeno-16 también es común en la atmósfera, se debe tener en cuenta la contribución a la concentración de berilio-10 del material depositado en lugar de creado in situ.
El 10Be y el 26Al se producen cuando una porción de un cristal de cuarzo (SiO2) es bombardeado por un producto de espalación: el oxígeno del cuarzo se transforma en 10Be y el silicio se transforma en 26Al. Cada uno de estos núclidos se produce a una velocidad diferente.
Ambos pueden usarse individualmente para determinar durante cuánto tiempo el material ha estado expuesto en la superficie. Debido a que hay dos radionucleidos en descomposición, la relación de concentraciones de estos dos nucleidos puede usarse sin ningún otro conocimiento para determinar la fecha en la que la muestra fue enterrada más allá de la profundidad de producción (típicamente de 2 a 10 metros).
Los nucleidos de cloro-36 también se miden para fechar rocas superficiales. Este isótopo puede ser producido por espalación de rayos cósmicos de calcio o potasio.